# Carl Wilhelm von Hülsen
Carl Wilhelm von Hülsen (geb. 4. März 1734 in Stolp; gest. 4. Mai 1810 in Königsberg) war ein preußischer Capitain und Landrat.

## Herkunft
Carl Wilhelm von Hülsen war der Sohn von Ernst Bogislav von Hülsen (1674–1756), preußischer Rittmeister und Erbherr auf Legitten und Santfort in Geldern. Seine Mutter war Diliana Louise († 1771), geb. von Blome aus Holstein. 

## Leben
Nach seinem Eintritt in das preußische Heer diente er im Siebenjährigen Krieg und erreichte den Rang eines Capitains.  1777 wechselte er in das Königsberger Infanterieregiment Nr. 11 von Zastrow. Nachdem er von seinen 30-jährigen Dienst beim preußischen Militär verabschiedet worden war, wurde er 1786 Kreisdeputierter. Im August 1790 legte er das Große Examen ab und im nachfolgenden Monat wurde er zum neuen Landrat des Kreises Brandenburg bestallt. Im März 1800 bat er Minister von Schrötter gesundheitsbedingt um seinen Abschied, der ihm auch gewährt wurde. Der Minister lobte und beschrieb ihn bei dieser Gelegenheit „als einen der tätigsten und geschicktesten Landräte des Provizialdepartments“. Das Amt ging im gleichen Jahr an seinen Nachfolger Johann Wilhelm Ludwig von Podewils.

## Persönliches
Carl Wilhelm von Hülsen saß auf Zohlen und war Erbherr auf Maraunen, Berselack, Sudlack, Sanditten und Dynisten. Er war seit dem 23. September 1773 mit Eleonore Albertine Kasimira (1751–1797), geborene Gräfin von Schlieben (1751–1797) aus dem Haus Birkenfeld, verheiratet. Aus der Ehe gingen folgende Kinder hervor:
- Hans Jakob Fürchtegott (* 1776), Leutnant im Regiment Prinz Hohenlohe
- Kasimir Karl Gottvertrau (1778–1858), preußischer Generalmajor
- Lobegott Friedrich (* 1785)
- Ehregott Detloff Friedrich (* 1791)

## Publikation
- Unter Friedrich dem Grossen: aus den Memoiren, Verlag: Gebr. Paetel, Berlin, 1890. OCLC 1283776152[2][3]